# Охотничий дворец Груневальд
Охотничий дворец Груневальд (нем. Jagdschloss Grunewald) — самый древний из сохранившихся дворцов Берлина. Он расположен на юго-восточном берегу Груневальдского озера в районе Далем.
Охотничий замок был построен в 1542—1543 годах предположительно по проекту архитектора Каспара Тейсса. Заказчиком строительства выступил бранденбургский курфюрст Иоахим II Гектор. Здание в стиле раннего ренессанса получило название «У зелёного леса» (нем. Zum grünen Wald) и дало название всему лесному массиву Груневальд (нем. Grunewald). К 1800 году Груневальдом стали называть и сам дворец. В 1705—1708 годах дворец был перестроен по указанию первого прусского короля Фридриха придворным архитектором Мартином Грюнбергом и приобрёл элементы барокко.
С 1932 года дворец находится в ведении Фонда прусских дворцов и садов Берлина — Бранденбурга и используется как музей. Помимо многочисленных картин Лукаса Кранаха Старшего и его сына в экспозиции музея дворца Груневальд представлены произведения нидерландской и немецкой живописи XV—XIX веков. Посетители могут также осмотреть единственный в Берлине зал эпохи Ренессанса. Во флигеле с 1977 года работает выставка охотничьих принадлежностей.